# Фрейманы
 Фрейманы (нем. Freymann) — два остзейских немецких дворянских рода.

## Первый род

### История
Родоначальник — Иоганн Нейман, неясного происхождения, жил в XVII веке, состоял в Ливонии на шведской службе и 20 августа 1666 года был возведён шведским королём в дворянство, причём с заменой фамилии с Нейман (фамилия переводится как «Новый человек») на Фрейман («Свободный человек»). 
Когда в ходе Северной войны Прибалтика перешла от Швеции к России, большинство Фрейманов приняли русское подданство. По меньшей мере, с  1723 по 1861 год владели поместьем Альт-Нурси (усадебный дом сохранился). С 1742 года Фрейман были официально записаны в матрикулы (дворянские книги) Лифляндского рыцарства, а в дальнейшем — ещё и Эзельского. 
В XX веке многие представители семьи Фрейман эмигрировали в Германию. 
По некоторым данным, у рода существовала и ветвь, после Северной войны оставшаяся в Швеции, владевшая поместьями в Финляндии и в 1809 году в свой черёд принявшая подданство России.

### Известные представители
- Фрейман, Карл Владимирович (1861—1920) — русский генерал-майор.
- Фрейман, Отто:[править]  -  Фрейман, Отто Оттович (1788—1858) — русский инженер-генерал-лейтенант, командир Киевского инженерного округа и строитель Киевской крепости.
  -  Фрейман, Отто Рудольфович фон (1849—1924) — русский генерал-майор, участник боевых действий против Турции.
- Фрейман, Сергей Николаевич (1882—1946) — советский шахматист.
- Фрейман, Эдуард Рудольфович фон (1855—1920) — русский генерал-майор, участник трёх войн.

## Второй род
Фердинанд Магнус (Фёдор Юрьевич) фон Фрейман (1725—1796), сын арендатора, на русской службе достиг чина генерал-поручика, принимал участие в подавлении восстания Пугачёва. Возведённый в потомственное дворянство по чину и по орденам, он с 1784 года владел поместьем Ваймель-Нойхоф, а с 1786 году был официально кооптирован в состав Лифляндского рыцарства.
Его потомки неофициально именовались Фрейманы из Ваймель-Нойхофа, чтобы их можно было отличить от Фрейманов из Нурси.

## Описание герба
В серебряном поле две, летящие вверх, серебряных стрелы в столб, с голубым оперением, между ними две золотые пики, положенные в Андреевский крест, со свисающими квадратными голубыми штандартами, обремененными серебряным полумесяцем, рогами от древка.
Щит увенчан дворянским шлемом с голубо-серебряным бурелетом. Нашлемник — летящая вверх серебряная стрела с голубым оперением, между четырех (2+2) золотых пик с голубыми штандартами, обремененными серебряным полумесяцем, рогами от древка. Намет голубой с серебром.